# François-Henri Houbart
Francois Henri-Houbart (født 26. december 1952 i Orléans) er en fransk organist.
Han er blevet uddannet hos Michel Chapuis, Suzanne Chaisemartin, Pierre Lantier og Pierre Cochereau. Han er nuværende titulaire ved Madeleinekirken, Paris siden 1979 og underviser i orgel ved École Nationale de Musique d'Orléans. Houbart er ridder af l'Ordre des Arts et des Lettres og desuden modtager af Médaille de Vermeil de la Ville de Paris.